# Amar a muerte
Amar a muerte es una telenovela escrita por Leonardo Padrón, producida por W Studios en colaboración con Lemon Studios para Televisa. Se estrenó primero en Estados Unidos a través de Univision el 29 de octubre de 2018 y concluyó el 11 de marzo de 2019. Mientras que en México, se estrenó por Las Estrellas el 5 de noviembre de 2018 en sustitución de la primera temporada de Sin miedo a la verdad, y finalizó el 3 de marzo de 2019 siendo reemplazado por la segunda temporada de Por amar sin ley.
Está protagonizada por Angelique Boyer y Michel Brown, con Claudia Martín, Alejandro Nones y Néstor Rodulfo en los roles antagónicos. Acompañados por Macarena Achaga, Bárbara López, Arturo Barba, Gonzalo Peña, Henry Zakka, Jessica Mas y la participación especial de Alexis Ayala.

## Trama
Amar a muerte se centra en la vida de tres hombres que mueren el mismo día: León Carvajal (Alexis Ayala) un magnate de negocios es mandado a asesinar por su mano derecha Johnny (Alejandro Nones) y amante de su esposa Lucía (Angelique Boyer) el mismo día de su boda para poder quedarse con su fortuna. Macario Valdés (Michel Brown) es un asesino a sueldo recluido en una cárcel de Estados Unidos de la cual le sentencian pena de muerte.  Beltrán Camacho (Arturo Barba) es un profesor de antropología que muere en un accidente en carretera al perder el control de su camioneta y volcarse a un río. Estos hombres mueren el mismo día y sus almas se reencarnan en diferentes cuerpos. El alma del empresario revivirá en el cuerpo del asesino que fue ejecutado en una silla eléctrica, y por su parte, el alma del asesino renacerá en el cuerpo del profesor de antropología.

## Reparto

### Principales
- Angelique Boyer como Lucía Borges Duarte de Carvajal
- Michel Brown como Macario «El Chino» Valdés / León Gustavo Carvajal Torres / Jacobo Reyes
- Alejandro Nones como Jonathan «Johnny» Corona
- Arturo Barba como Beltrán Camacho / Macario «El Chino» Valdés
- Macarena Achaga como Valentina Carvajal Pineda
- Claudia Martín como Eva Carvajal Pineda de Luna
- Jessica Más como Guadalupe «Lupita» Valdés
- Henry Zakka como Camilo Guerra[9]
- Néstor Rodulfo como Emiliano Alvárez «El Alacrán»
- Gonzalo Peña como Guillermo «Guille» Carvajal Pineda[10]
- Roberto Duarte como Inspector Montilla
- Cinthia Vázquez como Alicia de Camacho
- Bárbara López como Juliana Valdés
- Cayetano Arámburo como Mateo Luna
- Jessica Díaz como Renata Barranco
- Alexis Ayala como León Gustavo Carvajal Torres[11]

### Recurrentes e invitados especiales
- Alessio Valentini como Javier Beltrán
- Nastassia Villasana como La Muerte[12]
- Daniella Macías como Carla Rojas / Geraldine
- Fernando Gaviria como Don Teresio
- Raquel Garza como Bárbara
- Martha Zamora como Silvina[13]
- Luis Romano como Gastón Salas
- Marco León como Lucho

## Producción
La producción se confirmó el 10 de mayo de 2018 durante los Upfront de Univision para la temporada de televisión 2018-2019, bajo el título de Contracara. El inicio de las grabaciones se confirmaron el 15 de junio de 2018 a través del sitio de Las Estrellas. El 27 de septiembre de 2018, la actriz Angelique Boyer confirmó el cambio del título de la telenovela a través de su cuenta de Instagram y dijo: «Yo creo que cuando pasan ese tipo de cosas en los proyectos es porque tiene que ser algo mejor. Todos los cambios son por algo mejor. Estaba bueno el de [Contracara], pero también el nuevo me gusta». La serie es una versión original del escritor venezolano Leonardo Padrón basada en la telenovela colombiana En cuerpo ajeno del escritor Julio Jiménez.

## Recepción
La telenovela se estrenó en Estados Unidos por Univision con un total de 1.54 millones de espectadores en su franja habitual, en la fraja de 18 a 49 años obtuvo un total de 0.687 mil espectadores, superando así a la quinta temporada de Señora Acero, serie de Telemundo. Con respecto a la audiencia de Univision, la producción se posicionó como lo segundo más visto, después de La rosa de Guadalupe. La telenovela culminó el 11 de marzo de 2019 con un total de 2.03 millones de espectadores, convirtiéndose en la producción de Univision más vista ese día y superando a su competencia La reina del sur la cual solo promedió un millón de espectadores.
En México debutó en Las Estrellas con un total de 3.80 millones de espectadores, de acuerdo a datos proporcionados por Nielsen IBOPE México. En su franja de 19-54 años se posicionó como lo más visto con un total de 1.36 mil personas. La telenovela concluyó primero en ese mismo país el 3 de marzo de 2019 y se posicionó como lo más visto con un total de 3 millones 363 mil personas, según datos obtenidos por Nielsen IBOPE México. convirtiendo así en la telenovela más vista de Televisa en plataforma digitales. En plataformas digitales, el capítulo final alcanzó 250 mil visualizaciones en su transmisión en vivo.

### Audiencia
| Temporada | Horario (ET/CT)          | Episodios | Primera emisión       | Primera emisión      | Última emisión      | Última emisión       | Prom. de espectadores (millones) |
| Temporada | Horario (ET/CT)          | Episodios | Fecha                 | Audiencia (millones) | Fecha               | Audiencia (millones) | Prom. de espectadores (millones) |
| --------- | ------------------------ | --------- | --------------------- | -------------------- | ------------------- | -------------------- | -------------------------------- |
| 1         | Lunes a viernes 10pm/9c. | 87        | 29 de octubre de 2018 | 1.54                 | 11 de marzo de 2019 | 2.03                 | 1.39                             |

| Temporada | Horario (CT)                     | Episodios | Primera emisión        | Primera emisión      | Última emisión     | Última emisión       | Prom. de espectadores (millones) |
| Temporada | Horario (CT)                     | Episodios | Fecha                  | Audiencia (millones) | Fecha              | Audiencia (millones) | Prom. de espectadores (millones) |
| --------- | -------------------------------- | --------- | ---------------------- | -------------------- | ------------------ | -------------------- | -------------------------------- |
| 1         | Lunes a viernes 21:30 - 22:30 h. | 86        | 5 de noviembre de 2018 | 3.8                  | 3 de marzo de 2019 | 3.3                  | 3.1                              |

## Premios y nominaciones

### Premios TVyNovelas 2019
| Categoría                 | Nominados                  | Resultados |
| ------------------------- | -------------------------- | ---------- |
| Mejor telenovela          | Carlos Bardasano           | Ganadores  |
| Mejor actriz protagónica  | Angelique Boyer            | Ganadora   |
| Mejor actor protagónico   | Michel Brown               | Ganador    |
| Mejor villana             | Claudia Martín             | Ganadora   |
| Mejor villano             | Alejandro Nones            | Ganador    |
| Mejor primera actriz      | Raquel Garza               | Ganadora   |
| Mejor primer actor        | Alexis Ayala               | Ganador    |
| Mejor actriz coestelar    | Macarena Achaga            | Ganadora   |
| Mejor actor coestelar     | Arturo Barba               | Ganador    |
| Mejor actriz joven        | Bárbara López              | Ganadora   |
| Mejor actor joven         | Gonzalo Peña               | Nominado   |
| Mejor guion o adaptación  | Leonardo Padrón            | Ganador    |
| Mejor dirección de escena | Rolando Ocampo             | Ganador    |
| Mejor tema musical        | «Me muero» (Carlos Rivera) | Ganador    |
| Mejor reparto             | Carlos Bardasano           | Ganador    |

### Premios ERES 2019
| Categoría    | Nominados                       | Resultados |
| ------------ | ------------------------------- | ---------- |
| Mejor actriz | Bárbara López                   | Nominada   |
| Mejor actriz | Claudia Martín                  | Nominada   |
| Mejor actriz | Macarena Achaga                 | Nominada   |
| Mejor actor  | Michel Brown                    | Nominado   |
| Mejor beso   | Angelique Boyer y Michel Brown  | Nominados  |
| Mejor beso   | Bárbara López y Macarena Achaga | Nominadas  |

### GLAAD Media Awards 2020
| Categoría                                                                                  | Nominados     | Resultados |
| ------------------------------------------------------------------------------------------ | ------------- | ---------- |
| Mejor serie con guion en español Outstanding Scripted Television Series (Spanish-Language) | Amar a muerte | Nominada   |